# 尖叶藤黄
尖叶藤黄（学名：Garcinia subfalcata）是金丝桃科藤黄属的植物，是中国的特有植物。分布在中国大陆的广西等地，生长于海拔550米的地区，常生于山谷和水边杂木林中，目前尚未由人工引种栽培。